# Kumbarganvi, Dharwad
Kumbarganvi là một làng thuộc tehsil Dharwad, huyện Dharwad, bang Karnataka, Ấn Độ.